# Michał Jeliński
Michał Jeliński (* 17. března 1980, Gorzów Wielkopolski, Polsko) je polský veslař. Byl členem posádky párové čtyřky, která na olympijských hrách 2008 získala zlatou medaili. Je též čtyřnásobným mistrem světa na párové čtyřce.